# Histoire des Juifs en Namibie
L'histoire des Juifs en Namibie débute à partir du XIXe siècle. Inexistants en Namibie auparavant, les Juifs ont joué un rôle important dans l'histoire du pays, malgré une population qui ne cesse de se réduire. Certains Juifs de Namibie ont connu une certaine notoriété, à l'image de l'homme d'affaires et philanthrope Harold Pupkewitz (en) (1915–2012),.

## Histoire

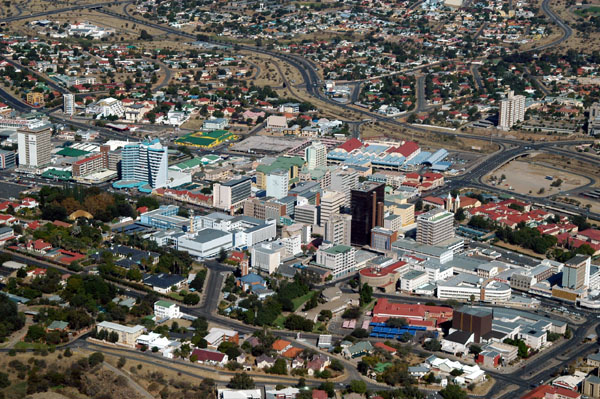
Windhoek, la capital et plus grande ville de Namibie, où vit la plupart des Juifs du pays aujourd'hui.

Au milieu du XIXe siècle, des marchands juifs du Cap, les frères De Pass, deviennent les premiers Juifs de l'actuelle Namibie lorsqu'ils établissent un comptoir commercial sur la côte de Nawaqualand. Les frères De Pass fondent la Pomona Copper Company à Pomona (en) en 1861. Quand la Namibie devient une colonie allemande à la fin du XIXe siècle, davantage de Juifs, notamment des commerçants, s'établissent en Namibie.
Durant cette période, environ 100 Juifs seulement vivent en Namibie, la plupart à Swakopmund. 
Après la défaite allemande lors de la Première Guerre mondiale, la Société des Nations nouvellement créée donne à l'Afrique du Sud un mandat sur la Namibie. 
La population juive de Namibie (qui entretient déjà des relations étroites avec les Juifs d’Afrique du Sud) commence à augmenter, dès lors, pour atteindre une population de 400 et 500 Juifs vivant en Namibie (la plupart à Windhoek) en 1965.
Le mandat de la Société des Nations pour la Namibie ayant été annulé par les Nations unies, conduisant la Namibie à l'indépendance, la population juive du pays diminue considérablement depuis 1965. 
Ainsi, en 2008, entre 60 et 100 Juifs seulement vivent en Namibie.
Malgré ce nombre extrêmement bas, Windhoek dispose d'une congrégation hébraïque datant de 1917, d'une synagogue construite en 1925, un Talmud Torah, une salle communautaire et un mouvement sioniste actif. 
Hormis à Windhoek, le seul endroit où les Juifs vivent aujourd'hui en Namibie est Keetmanshoop, où vivent une douzaine de familles juives.